# Nathan Dahlberg
Nathan Dahlberg (Whanganui, 22 februari 1965 – China, 23 augustus 2024) was een Nieuw-Zeelands wielrenner. Hij was ploegleider van het Marco Polo Cycling Team.
Hij verongelukte in de bergen van China.

## Belangrijkste overwinningen
1989
- 4e etappe Milk Race

1990
- 1e etappe Ronde van Zwitserland

1991
- 9e etappe Ronde van Mexico

2001
- 5e etappe Ronde van Marokko
- Eindklassement Ronde van Marokko

2002
- 1e etappe deel b Ronde van Servië

2004
- Eindklassement Ronde van Indonesië

## Tourdeelnames
- 1988 - 144e
- 1989 - opgave

## Ploegen
- 1988 - 7 Eleven
- 1989 - 7 Eleven
- 1990 - 7 Eleven-Hoonved
- 1991 - Motorola
- 1992 - Spago-Nutra Sweet
- 1993 - Spago-Rossin
- 1994 - Individuele sponsor
- 1995 - Individuele sponsor
- 1996 - Individuele sponsor
- 1997 - Village Peddler
- 1998 - Start to Finish - Village
- 1999 - Team Hohenfelder - Concorde
- 2003 - Marco Polo Cycling Team
- 2004 - Marco Polo Cycling Team
- 2005 - Marco Polo Cycling Team
- 2007 - AltiPower Global cycling